# 福勒维克
福勒维克是德国石勒苏益格－荷尔斯泰因州的一个市镇。总面积4.62平方公里，总人口204人，其中男性109人，女性95人（2011年12月31日），人口密度44人/平方公里。